# Carlos Rangel Garbiras
Carlos Rangel Garbiras (San Cristóbal, 1854-Caracas, 23 de marzo de 1910) fue un político y militar venezolano.

## Biografía
Nieto del doctor y coronel de la Guerra de Independencia de Venezuela, José Antonio Rangel y Becerra (Mérida, 13 de junio de 1789-Maracaibo, 13 de septiembre de 1821). Hijo de Carlos Rangel Pacheco (m. 1918) y Ana Dolores Garbiras Guzmán. Estudia inicialmente medicina en la Universidad de Los Andes pero se retira para dedicarse a la política siendo electo diputado por Táchira en 1877. Un año más tarde viaja a París a continuar sus estudios, en 1881 se gradúa de médico cirujano. 

### Vida política
Vuelve a su país y se une a los conservadores. Gobernador de Táchira en el Estado Los Andes (1886). En 1890 es presidente del Senado de Venezuela. Entre 1890 y 1891 se desempeñó como embajador de Venezuela en España. Dos años después es senador por Los Andes, se levanta en Táchira junto a Cipriano Castro a favor de Raimundo Andueza Palacio pero es vencido. Apresado por Joaquín Crespo en noviembre de 1893, fue liberado pocos días después tras lo cual se exilia en la ciudad fronteriza de Cúcuta desde donde promueve varias incursiones a territorio venezolano (1895 y 1898), las cuales fueron derrotadas. Luego de esto, se declara a favor del Partido Liberal Nacionalista y de su jefe, el general José Manuel Hernández, "El Mocho", a la vez que gradualmente de su antiguo compañero Cipriano Castro cuyas simpatías liberales se acrecientan durante el exilio en Colombia.
A comienzos de 1899, se produce cierto acercamiento entre «castristas» y «rangelistas» con el fin de concertar una acción común contra el gobierno del presidente Ignacio Andrade; pero no logran ponerse de acuerdo y Castro decide actuar por su cuenta, llevando a cabo el movimiento de la Revolución Restauradora. Finalmente, con apoyo del gobierno conservador de Colombia invade Táchira el 25 de julio de 1901 pero es vencido por Rafael Uribe Uribe en San Cristóbal el 29 de julio. Nuevamente invade el Táchira el 22 de febrero de 1902 pero es derrotado  el 17 de Marzo. Permanece exiliado hasta ser nombrado ministro de Juan Vicente Gómez en 1909.  Murió en Caracas el 23 de marzo de 1910. Fue abuelo del periodista y escritor venezolano Carlos Rangel y tio abuelo del politico venezolano de izquierda José Vicente Rangel.